# 다이크로뮴산 나트륨
다이크로뮴산 나트륨(Sodium dichromate)은 화학식 Na2Cr2O7을 갖는 무기 화합물이다. 이 염은 보통 수화물 Na2Cr2O7·2H2O로서 관리된다.

## 안전
다이크로뮴산 나트륨은 발암물질이다. 이 화합물은 부식성이 있으며 노출이 되면 심한 눈 손상을 일으킬 수 있다.